# Fairford
Fairford è un paese di 3 200 abitanti del Gloucestershire, in Inghilterra.
Qua nacque il poeta e teologo John Keble.
a città si trova sulle colline del Cotswold sul fiume Coln, 9,7 km a est di Cirencester, 6,4 km a ovest di Lechlade e 14 km a nord di Swindon.